# Região Geográfica Imediata de Marau
A Região Geográfica Imediata de Marau é uma das 43 regiões imediatas do estado brasileiro do Rio Grande do Sul, uma das 11 regiões imediatas que compõem a Região Geográfica Intermediária de Passo Fundo e uma das 509 regiões imediatas no Brasil, criadas pelo IBGE em 2017. É composta de 12 municípios.